# 不丹地理
不丹王国是位于亚洲南部喜马拉雅山脉东段南坡的一个内陆国家，西部与北部与中国接壤，南部与印度交界，东部为中国和印度的争议地区藏南。面积3.8万平方公里。
不丹大部分为山地和河谷，今南部为丘陵和平原地形。北部山区气候寒冷，中部河谷较温和，南部丘陵平原属湿润的亚热带气候。不丹境内河流密布，主要有当梅河、普纳昌河、旺河和阿莫河四大河流。不丹森林覆盖率达74%，其中有26%的地区被划定为保护地。